# Fernando Beorlegui
Fernando Beorlegi Beguiristain (1928-2008) fue un pintor y grabador español.
Beorlegui fue un relevante pintor realista y grabador de finales del siglo XX de origen navarro. Desarrolló el grueso de su trabajo en la localidad guipuzcoana de Éibar, ciudad en la que residió desde los 28 años.

## Biografía
Beorlegui nació el 21 de enero de 1928 en la localidad navarra de Campanas, barrio del municipio de Tiebas-Muruarte de Reta. Con 15 años visitó el Museo del Prado, quedando impresionado por las pinturas de Goya  cuya  influencia  se mantendría a lo largo de toda su obra. Como él mismo decía, descubrió al Goya pueblerino, al aldeano que veía al diablo. 
Estudió con los maristas de Pamplona, ciudad donde se inició en la pintura con Javier Ciga Echandi entre 1942 y 1945, año en que su familia se mudó a Estella donde siguió su formación artística con Gustavo de Maeztu. Entre 1951 y 1952 continuó su formación en Madrid con Eduardo Chicharro Briones. Se traslada a Logroño donde estudia escultura en la Escuela de Artes y Oficios hasta 1956.
Tras su matrimonio con la eibarresa María Luisa Ereña en 1957, se estableció en Éibar  dedicándose al comercio y al diseño industrial. Éibar  le sedujo por sus características urbanísticas y humanas; el urbanismo eibarrés es caracteriza por la mezcla de edificios industriales con edificios residenciales, incluso haciéndolos mixtos y con una actividad industrial frenética que hace que, la entonces villa, se desarrolle en esa periodo de tiempo de una forma extraordinaria, a la vez que  fuera cuna de artistas de renombre como los Zuloaga y Olave. 
En Éibar entabló amistad con artistas locales y del resto del País Vasco como Daniel Txopitea, Marino Plaza, Iñaki Larrañaga Iglesias, Paulino Larrañaga, Jorge Oteiza, Agustín Ibarrola y Vicente Ameztoy. En 1969 formó parte de la Escuela de Deva y en 1991 conoció al poeta Leopoldo María Panero con quien mantendría una estrecha amistad. Tuvo cuatro hijos: María Jesús, Xabier, Mikel e Isabel.
Fernando Beorlegui fue cofundador el 9 de febrero de 1974, junto a Daniel Txopitea, Iñaki Larrañaga Iglesias y Marino Plaza del grupo Gorutz, con la  idea de innovar y de apartarse del paisajismo idealizado y del costumbrismo, de cierto oscurantismo en que estaba inmerso en esa época el Arte Vasco. Investigar nuevos caminos será su meta así como apoyarse y respetarse mutuamente en sus directrices artísticas. Realizaron exposiciones conjuntas mostrando con total libertad su obra.
Fue dibujante de la revista de poesía Zurgai y profesor de dibujo de la escuela de Armería. Participó en la dirección de asociaciones culturales y sociales locales, como la vecinal Gure Herria. Organizó el grupo Azido Taldea y la escuela de arte Escuela de Arte Egur.
Realizó exposiciones en Madrid y otras ciudades españolas, sobresaliendo las realizadas en el País Vasco y Navarra.
El día 6 de enero de 2008 murió en Éibar después de una larga enfermedad cerca de cumplir los 80 años de edad.

## Su obra
La obra de Gustave Doré y de Francisco de Goya fueron la base de su trabajo y estilo que conformó con el ambiente industrial y carácter eibarrés dando como resultado una pintura realista y figurativa. Beorlegui estimaba que la realidad era horrorosa, afirmaba: Me escapo de la realidad porque me parece horrorosa y esa percepción se plasmaba en sus lienzos a modo de "pintura negra".
Las influencias que recibió Beorlegui no se limitaban a las de Doré o Goya. En él la denuncia social y la crítica tenían un amplio valor, por ello también le influyeron personajes como Gómez de la Serna, Buñuel y Fernando Arrabal.
En sus comienzos su obra era realista para pasar, en los años setenta a un estilo surrealista. Tras la lectura de la obra de Anton Ehrenzweig El orden oculto del arte en 1973 pasa a experimentar técnicas de raspado, texturas y veladuras.
En la década de 1980 se acentúa el dramatismo en sus lienzos. Sus obra crecen en tamaño a la vez que se representa el mundo que le horroriza y a sus habitantes, es una visión del mundo como espectáculo y una crítica irónica al mismo expresado con realismo social. La influencia de la luz y el color le hicieron desembocar en el realismo mágico.
A finales del siglo XX su expresión se vuelve más serena, con paisajes, figuras y bodegones donde se aprecia un poético equilibrio clásico.
Junto a la pintura, Beorlegui realizó también grabados y dibujos que enriqueció con algunas esculturas en madera y red metálica.
Beorlegui, para sus creaciones artísticas, solía realizar bocetos en tres dimensiones. Primero elaboraba el boceto con carboncillo o lápiz para luego moldear figuras con trapos encerados. Decía que esa era la forma de trabajar percibiendo la luz y el volumen. Pensaba que el artista debía evolucionar y no permanecer fiel a una idea, movimiento o corriente.